# 3631 Сіґюн
3631 Сіґюн (3631 Sigyn) — астероїд головного поясу, відкритий 25 січня 1987 року.
Тіссеранів параметр щодо Юпітера — 3,171.